# Parablatticida vidua
Parablatticida vidua är en stekelart som först beskrevs av Masi 1917.  Parablatticida vidua ingår i släktet Parablatticida och familjen sköldlussteklar. Inga underarter finns listade i Catalogue of Life.